# 士迪佛立
士迪佛立爵士（英語：Sir Charles William Dunbar Staveley，1817年12月18日—1896年11月23日），GCB，英國陸軍上將。父親是駐中國及香港英軍司令士他花利少將（後晉任中將）。1848年至1851年隨同父親在香港出任助理軍事秘書。其後參加克里米亞戰爭、第二次鴉片戰爭。1862年出任駐中國及香港英軍司令，聯同法軍、常勝軍進攻上海太平軍。1865年獲KCB勳銜。1868年參加遠征阿比西尼亞。1894年獲GCB勳銜。1895年退役。1896年死於英國切爾滕納姆，葬於倫敦布朗普頓公墓。